# Zygrita diva
Zygrita diva är en skalbaggsart som beskrevs av Thomson 1860. Zygrita diva ingår i släktet Zygrita och familjen långhorningar. Inga underarter finns listade i Catalogue of Life.